# Molární tepelná kapacita
Molární tepelná kapacita (zastarale molární teplo) je tepelná kapacita vztažená na jednotku látkového množství. Jde tedy o množství tepla, které je třeba ke zvýšení teploty látky jednotkového látkového množství (v SI 1 mol) o jednotkový teplotní rozdíl (v SI 1 kelvin).
Molární tepelná kapacita je mírně teplotně závislá, proto je zapotřebí při přesnějších hodnotách uvádět, k jaké teplotě látky se vztahuje. Protože teplo není stavová veličina, je nutné u tepelné kapacity i molární tepelné kapacity specifikovat i tepelný děj, při kterém k přenosu tepla a ke změně teploty dochází.

## Značení
- Značka: {\displaystyle C}, případně {\displaystyle c_{\mathrm {m} }}
- Jednotka v soustavě SI: joule na mol a kelvin, označuje se {\displaystyle {\rm {J\cdot {\rm {{mol}^{-1}\cdot {\rm {K^{-1}}}}}}}}

## Výpočet
Definiční vztah:
{\displaystyle C={\frac {1}{n}}{\frac {\mathrm {d} Q}{\mathrm {d} T}}}, či přesněji
{\displaystyle C_{i,j...}={\frac {1}{n}}\left({\frac {\partial Q}{\partial T}}\right)_{i,j...}},
kde {\displaystyle n} je látkové množství, {\displaystyle Q} teplo, {\displaystyle T} teplota a {\displaystyle i,j,...} jsou veličiny zachovávající se při daném tepelném ději, ale předávané teplo na nich obecně závisí.
Molární tepelná kapacita souvisí s měrnou tepelnou kapacitou vztahem:
{\displaystyle C=Mc},
kde {\displaystyle M} je molární hmotnost a {\displaystyle c} je měrná tepelná kapacita látky.

## Ekvipartiční princip
U mnohých látek lze odhadnout molární tepelnou kapacitu, aniž bychom znali detaily o složení látky. Například jednoatomový ideální plyn se skládá z atomů, které mají 3 stupně volnosti a každý z nich přispívá k tepelné energii druhou mocninou své rychlosti ({\displaystyle E_{\mathrm {k} }={\frac {1}{2}}mv^{2}}). Proto je průměrná energie jedné částice podle ekvipartičního teorému rovna {\displaystyle {\frac {3}{2}}kT}, kde {\displaystyle k} je Boltzmannova konstanta a {\displaystyle T} je termodynamická teplota plynu. Jeden mol atomů tedy bude mít tepelnou kapacitu {\displaystyle {\frac {3}{2}}R}, kde {\displaystyle R=N_{\mathrm {A} }k} je molární plynová konstanta. Odvodili jsme tedy, že jednoatomový ideální plyn má při izochorickém ději molární tepelnou kapacitu {\displaystyle {\frac {3}{2}}R}. Tento fakt lze ověřit měřením na libovolném inertním plynu. Podobnou argumentací lze určit, že dvouatomový plyn (např. kyslík) má molární tepelnou kapacitu {\displaystyle {\frac {5}{2}}R} a víceatomový (např. methan) {\displaystyle {\frac {7}{2}}R}. To však platí jen při vysokých teplotách, protože ekvipartiční teorém přestává platit, uplatňují-li se kvantové jevy. Pro pevnou krystalickou látku lze odvodit molární tepelnou kapacitu {\displaystyle 3R}. Opět je to pravda pro mnoho látek, ale pro některé tato předpověď selhává už při pokojové teplotě. Důvody jsou analogické jako u víceatomových plynů: podstatou jevu je kvantování energie částic.
Podle třetího zákona termodynamiky musí molární tepelná kapacita libovolné látky klesat k nule, jestliže se absolutní teplota blíží k nule. V modelech látek, které zahrnují kvantové jevy, toto pravidlo vždy platí, i když by podle klasických představ měla být kapacita konstantní.